# Grass Indian Reserve 15
Grass Indian Reserve 15 är ett reservat i Kanada.   Det ligger i provinsen British Columbia, i den södra delen av landet, 3 500 km väster om huvudstaden Ottawa.
I omgivningarna runt Grass Indian Reserve 15 växer i huvudsak blandskog. Runt Grass Indian Reserve 15 är det mycket glesbefolkat, med 5 invånare per kvadratkilometer.